# نهر مورين
نهر مورين (بالفرنسية: Rivière Morin) هو نهر يقع في منطقة لورنتيانز، ضمن بلدية سان-أدولف-داوارد وسانت أغاث دي مون، في كيبك، كندا.
ينبع النهر من بحيرة مورين ويصب في نهر سان لوران، ويمثل جزءًا من النظام المائي الذي يغذي هذا النهر الكبير. المنطقة المحيطة بالنهر تُعرف بجمالها الطبيعي وتستقطب الزوار لممارسة الأنشطة الخارجية مثل الصيد، والتجديف، والمشي في الطبيعة.